# Chincoteague (Virginie)
Chincoteague est une municipalité américaine située dans le comté d'Accomack en Virginie. Lors du recensement de 2010, sa population est de 2 941 habitants.

## Géographie

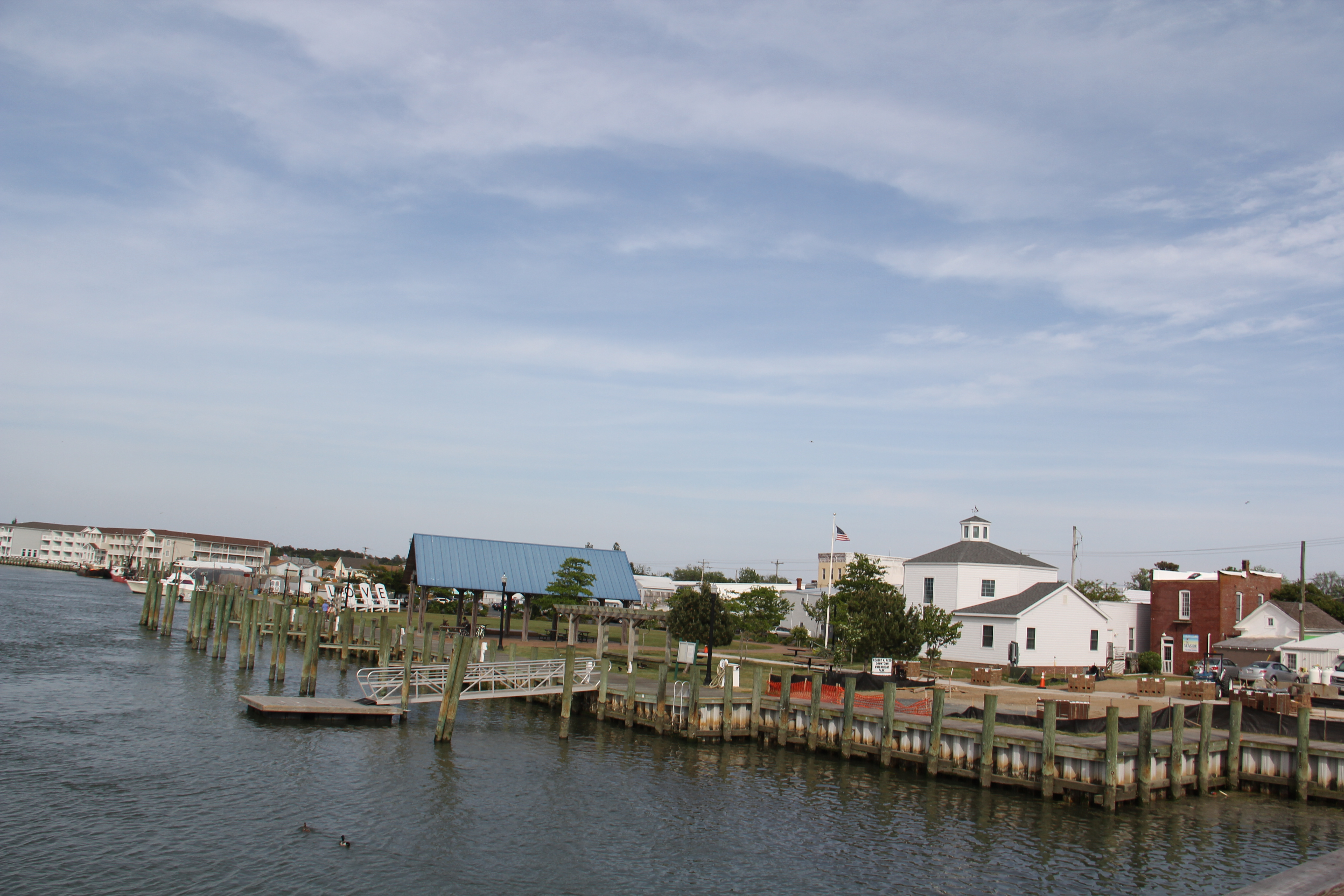
Le parc du bord de mer.

Chincoteague est située sur une île barrière de l'Eastern Shore de Virginie, dans la baie de Chincoteague (en). Son territoire est notamment composé de prés salés et de dunes.
Selon le Bureau du recensement des États-Unis, la municipalité s'étend sur 37,33 milles carrés (96,68 km2) dont 28,22 milles carrés (73,09 km2) d'étendues d'eau.

## Histoire
L'île est successivement attribuée à William Whitngton (1662), Daniel Jennifer (1677), Thomas Clayton (1684) puis William Kendall et John Robins (1692). Au XVIIe siècle, l'île ne sert qu'au pâturage du bétail, dont les poneys de Chincoteague. Elle est habitée de manière permanente à partir de la fin du XVIIIe siècle.
La ville doit son nom à la tribu amérindienne des Cingo-Teagues, ou Gingo Teagues. Ce nom signifie « belle terre au-dessus de l'eau »,.

## Économie
Chincoteague est desservie par la route à partir de 1922. Dès lors, le commerce de fruits de mer et le tourisme se développent.
Le tourisme occupe toujours une part importante de l'économie locale. Les hébergements de cette cité balnéaire peuvent accueillir 11 000 touristes par nuit.

## Démographie
Selon l'American Community Survey de 2018, la population de Chincoteague est blanche à 95 %. 94 % de ses habitants parlent l'anglais à la maison et 4 % y pratiquent l'espagnol. L'âge médian est de 56,6 ans, bien supérieur au chiffre national de 37,9 ans.
Si le revenu médian par foyer est de 48 639 dollars, inférieur à celui de la Virginie (71 564 dollars) ou des États-Unis (60 293 dollars), son taux de pauvreté est plus bas (9,1 % contre 10,7 % et 11,8 %)
,.